# Liste der Monuments historiques in Longevilles-Mont-d’Or
Die Liste der Monuments historiques in Longevilles-Mont-d’Or führt die Monuments historiques in der französischen Gemeinde Longevilles-Mont-d’Or auf.

## Liste der Objekte
| Bezeichnung | Beschreibung | Standort                                              | Kennzeichnung | Schutzstatus | Datum | Bild           |
| ----------- | --- | ----------------------------------------------------- | ------------- | ------------ | ----- | -------------- |
| Hauptaltar  | Altartisch, Altaraufbau, Tabernakel, Retabel, Skulpturen und Gemälde; Holz, teilweise farbig gefasst und vergoldet, Ölfarbe auf Leinwand, Ende des 17. Jahrhunderts | Longevilles-Basses, in der Kirche St-Sylvestre (Lage) | PM25001736    | Classé       | 2000  | weitere Bilder |